# Château Saint-André
Le château Saint-André est un château situé sur le territoire de la commune zougoise de Cham, en Suisse.

## Histoire
L'ancien château Saint-André a été transformé en forteresse avec fossé pendant le XIVe siècle, en raison de son emplacement stratégique sur une colline surmontant un promontoire au bord de la rive nord du lac de Zoug.
Jusqu'en 1370, le château appartenait à la famille d'Hünenberg qui doit le vendre aux Habsbourgs pour éponger des dettes. En 1352, la Confédération suisse s'empare de la ville de Zoug ainsi que de trois des quatre ports d'Immensee, de Zoug et d'Arth. Seul le port et le château de Saint-André leur échappant encore, les Suisses l'assiègent en 1382 et s'en emparent finalement après la bataille de Sempach.
Le château change ensuite plusieurs fois de propriétaire au cours des siècles. De 1747 à 1775, par exemple, il est acquis en fidéicommis par le militaire et géographe Franz Fidel Landtwing.
Pendant l'occupation française de 1798 à 1815, le bâtiment est transformé en prison et s'effondre partiellement. Il n'est restauré qu'à la fin du XIXe siècle par son nouveau propriétaire l'architecte et militaire Heinrich von Viktor Segesser. En 1903, le château est acheté par Adelheid Page-Schwerzmann, alors que la paroisse catholique de Cham-Hünenberg reprend la chapelle et l'aumônerie attenante et que la commune de Cham acquiert le parc public et les bains voisins. Depuis, le château (qui est inscrit comme bien culturel d'importance nationale), le parc et les bâtiments annexes sont redevenus une propriété privée.

## Source
- (de) Cet article est partiellement ou en totalité issu de l’article de Wikipédia en allemand intitulé « Schloss St. Andreas » (voir la liste des auteurs).